# Brignoles
Brignoles è un comune francese di 17 364 abitanti situato nel dipartimento del Var della regione della Provenza-Alpi-Costa Azzurra, sede di sottoprefettura.
È gemellata con Brunico.
Scrive Victor Hugo ne I miserabili, parlando del Vescovo di Digne: «Nel 1804, monsignor Myriel era curato di Brignolles».
Col tempo si è persa una "l" nel nome della località.

## Società

### Evoluzione demografica
Abitanti censiti